# Akira Ishimaru
Akira Ishimaru (Japanisch: アキラ 石丸; geboren am 16. März 1928) ist ein japanisch-amerikanischer Elektroingenieur und emeritierter Professor an der Fakultät für Elektro- und Computertechnik der University of Washington. Er ist vor allem für seine Beiträge zur Theorie der Wellenstreuung in zufälligen Umgebungen bekannt.

## Leben
Akira Ishimaru wurde am 16. März 1928 in Fukuoka geboren. Er erhielt 1951 bzw. 1958 seinen Bachelor-Abschluss an der Universität Tokio und seinen Doktortitel in Elektrotechnik an der University of Washington. Während seines Doktoratsstudiums wurde er von Gedaliah Held betreut. Von 1951 bis 1952 arbeitete er am Elektrotechnischen Labor in Tanashi, Tokio. 1956 wurde er bei Bell Labs angestellt. 1958 wechselte er zur Fakultät für Elektrotechnik der University of Washington, wo er auch außerordentlicher Professor für angewandte Mathematik war. 1999 wurde er an dieser Institution emeritiert.

## Publikationen (Auswahl)
Bücher
- Ishimaru, A. (2017). Electromagnetic Wave Propagation, Radiation, and Scattering: From Fundamentals to Applications, 2nd ed, IEEE.
- Ishimaru, A. (1997). Wave Propagation and Scattering in Random Media, IEEE.

Zeitungsartikel
- A. Ishimaru: Theory of unequally-spaced arrays. In: IRE Transactions on Antennas and Propagation. 10. Jahrgang, Nr. 6, 1962, S. 691–702, doi:10.1109/TAP.1962.1137952, bibcode:1962ITAP...10..691I (englisch).
- L. Reynolds, C. Johnson, A. Ishimaru: Diffuse reflectance from a finite blood medium: applications to the modeling of fiber optic catheters. In: Applied Optics. 15. Jahrgang, Nr. 9, 1976, S. 2059–2067, doi:10.1364/AO.15.002059, PMID 20165338, bibcode:1976ApOpt..15.2059R (englisch).
- A. Ishimaru: Theory and application of wave propagation and scattering in random media. In: Proceedings of the IEEE. 65. Jahrgang, Nr. 7, 1977, S. 1030–1061, doi:10.1109/PROC.1977.10612 (englisch).
- A. Ishimaru: Diffusion of a pulse in densely distributed scatterers. In: Journal of the Optical Society of America. 68. Jahrgang, Nr. 8, 1978, S. 1045–1050, doi:10.1364/JOSA.68.001045, bibcode:1978JOSA...68.1045I (englisch).
- Y. Kuga, A. Ishimaru: Retroreflectance from a dense distribution of spherical particles. In: Journal of the Optical Society of America A. 1. Jahrgang, Nr. 8, 1984, S. 831–835, doi:10.1364/JOSAA.1.000831, bibcode:1984JOSAA...1..831K (englisch).
- L. Tsang, A. Ishimaru: Backscattering enhancement of random discrete scatterers. In: Journal of the Optical Society of America A. 1. Jahrgang, Nr. 8, 1984, S. 836–839, doi:10.1364/JOSAA.1.000836, bibcode:1984JOSAA...1..836T (englisch).
- D. R. Jackson, D. P. Winebrenner, A. Ishimaru: Application of the composite roughness model to high-frequency bottom backscattering. In: Journal of the Acoustical Society of America. 79. Jahrgang, Nr. 5, 1986, S. 1940, doi:10.1121/1.393669, bibcode:1986ASAJ...79.1410J (englisch).
- A. Ishimaru: Diffusion of light in turbid material. In: Applied Optics. 28. Jahrgang, Nr. 12, 1989, S. 2210–2215, doi:10.1364/AO.28.002210, PMID 20555501, bibcode:1989ApOpt..28.2210I (englisch).